# Grenoble Foot 38
Il Grenoble Foot 38, noto semplicemente come Grenoble, è un club calcistico francese con sede nell'omonima città dell'Isère, militante dal 2018 in Ligue 2 (seconda divisione francese); disputa le proprie partite casalinghe allo Stade des Alpes, impianto da 20.000 posti a sedere.

## Storia
Il club è stato fondato nel 1911 con il nome di Football Club de Grenoble. Nel 1962 ha raggiunto la finale di Coppa delle Alpi, persa contro il Genoa.
Nel 1997 si è fuso con il Norcap Olympique, assumendo l'attuale denominazione di Grenoble Foot 38.
Dopo due stagioni trascorse in Ligue 1 (prima divisione francese), il club è andato incontro al fallimento nel 2010 ed è quindi ripartito dai dilettanti nel Championnat National 3 (quinta divisione francese), pur mantenendo la sua storia e identità originaria.
Nel 2018 ha fatto ritorno tra i professionisti grazie al terzo posto nel Championnat National 1 (terza divisione francese).

## Denominazioni
- 1911-1977: Football Club de Grenoble
- 1977-1984: Football Club Association Sportive de Grenoble
- 1984-1990: Football Club de Grenoble Dauphine
- 1990-1993: Football Club de Grenoble Isère
- 1993-1997: Olympique Grenoble Isère
- 1997-presente: Grenoble Foot 38

‌

## Rosa 2024-2025
Aggiornata al 24 ottobre 2024.
| N. |                         | Ruolo | Calciatore       |
| -- | ----------------------- | ----- | ---------------- |
| 1  | Francia (bandiera)      | P     | Maxime Pattier   |
| 3  | Turchia (bandiera)      | C     | Efe Sarıkaya     |
| 4  | Senegal (bandiera)      | D     | Mamadou Diarra   |
| 6  | Belgio (bandiera)       | C     | Dante Rigo       |
| 7  | Senegal (bandiera)      | A     | Pape Meïssa Ba   |
| 8  | Francia (bandiera)      | C     | Jessy Bénet      |
| 9  | Francia (bandiera)      | C     | Alan Kerouedan   |
| 10 | Francia (bandiera)      | C     | Eddy Sylvestre   |
| 11 | Burkina Faso (bandiera) | C     | Mamady Bangré    |
| 13 | Mauritania (bandiera)   | P     | Mamadou Diop     |
| 14 | Guadalupa (bandiera)    | D     | Loïc Nestor      |
| 16 | Francia (bandiera)      | P     | Bobby Allain     |
| 17 | Francia (bandiera)      | D     | Shaquil Delos    |
| 18 | Burkina Faso (bandiera) | C     | Bachirou Yaméogo |

| N. |                    | Ruolo | Calciatore       |
| -- | ------------------ | ----- | ---------------- |
| 19 | Francia (bandiera) | A     | Lenny Joseph     |
| 20 | Francia (bandiera) | C     | Baptiste Isola   |
| 21 | Francia (bandiera) | D     | Allan Tchaptchet |
| 23 | Francia (bandiera) | A     | Nesta Elphege    |
| 24 | Francia (bandiera) | D     | Loris Mouyokolo  |
| 25 | Francia (bandiera) | C     | Theo Valls       |
| 27 | Francia (bandiera) | D     | Matthéo Xantippe |
| 28 | Benin (bandiera)   | C     | Junior Olaitan   |
| 29 | Francia (bandiera) | D     | Gaëtan Paquiez   |
| 31 | Francia (bandiera) | C     | Nolan Mbemba     |
| 38 | Marocco (bandiera) | D     | Mathys Tourraine |
| 70 | Gambia (bandiera)  | C     | Saikou Touray    |
| 77 | Senegal (bandiera) | D     | Arial Mendy      |

## Palmarès

### Competizioni nazionali
- Campionato francese di seconda divisione: 2

1959-1960, 1961-1962
- Championnat National: 1

2000-2001
- Championnat de France amateur 2: 1

2011-2012 (gruppo E)
- Championnat National 2: 1

2016-2017

### Altri piazzamenti
- Coppa di Francia:

Semifinalista: 2008-2009
- Coppa delle Alpi:

Finalista: 1962

## Calciatori
Il calciatore con più presenze nella storia del club è Louis Desgranges, con 403 partite totali.

### Vincitori di titoli
Calciatori campioni d'Asia
- Daisuke Matsui (Qatar 2011)